# Морской туман
«Морской туман» (кор. 해무, 海霧, Haemu) — корейская драма 2014 года режиссёра Сим Сонбо.
Сценарий фильма создан на основе одноимённой театральной постановки Ким Минчжона 2007 года, которая, в свою очередь, создавалась на основе реальной истории о 25 нелегальных китайско-корейских мигрантах, погибших от удушья на рыбацком судне Тхэчанхо, их тела были выброшены экипажем судна за борт 7 октября 2001 года.
Фильм был выдвинут от Южной Кореи на премию «Оскар» в категории «Лучший фильм на иностранном языке» и на премию «Золотой глобус» в той же категории, но впоследствии не попал в номинацию.

## Сюжет
Экипаж 69-тонного рыбацкого судна Чонджинхо не справился с задачей выловить как можно больше рыбы, чтобы как-то заработать деньги, команда решает провезти на борту в Корею тридцать нелегальных мигрантов. Их план срывается, тогда против Чонджинхо встаёт сама природа — на обратном пути судна на море спускается густой туман, также за ними в погоню пускается корабль морской полиции. По приказу капитана, мигрантов прячут в помещениях для хранения рыбы, где людям грозит смерть от удушья. Молодой моряк Донсик пытается защитить девушку-эмигрантку, в которую влюбляется.

## В ролях
- Ким Юнсок[англ.] — Капитан Чхольчу
- Пак Ючхон — Донсик
- Ли Хиджун[англ.] — Чанъук
- Мун Сонгын[англ.] — Ванхо
- Ким Санхо[англ.] — Хоён
- Ю Сынмок — Кёнгу
- Хан Йери — Хонмэ
- Чон Инги[англ.] — Онам

## Производство фильма
Морской туман стал дебютной режиссёрской работой Сим Сонбо, также он стал соавтором сценария фильма вместе с Пон Чжун Хо, известным по режиссуре фильмов Воспоминания об убийстве и Сквозь снег. Пон Чжун Хо также стал продюсером фильма
Ким Юнсок стал первым из официально подтверждённых членов актёрского состава, в июне 2013 года было объявлено, что он получил роль капитана корабля. Изначально планировалось, что вторую главную роль — молодого моряка — исполнит Сон Джунги, однако ему пришлось отказаться из-за прохождения обязательной службы в корейской армии. Тогда роль досталась K-pop-певцу, участнику популярной группы JYJ Пак Ючхону, для него эта работа в кино стала дебютной.
Съёмки фильма начались 6 октября 2013 года и проходили в окрестностях Масана, Кояна, Пусана и Ульсана и завершились 6 марта 2014 года.
Бюджет фильма Морской туман составил 10 миллионов долларов. Первая официальная пресс-конференция по итогам съёмок состоялась 1 июля 2014 года.

## Прокат и сборы
Морской туман вышел на экраны кинотеатров Южной Кореи 13 августа 2014 года. За первую неделю проката фильм посетило более одного миллиона зрителей.
Премьера Морского тумана за пределами Кореи состоялась на Международном кинофестивале в Торонто 2014 года. Прокат фильма состоялся в азиатских странах и Франции.

## Критика
В рецензии издания The Hollywood Reporter Морской туман характеризуется как «Возможный захватывающий кошмар, затуманенный уступками условностями жанра блокбастера». Отмечена операторская работа и работа художника-постановщика, фокусирующая «контраст между территориями огромного холодного порта и непрощающими условиями моря и жизни внутри рыбацкого корабля», среди недостатков обозначено отсутствие тонкости восприятия и рефлексии у режиссёра, излишней концентрации на любовной линии в ущерб трагедии.
В отзыве издания Variety говорится, что трагическое событие, произошедшее в реальной жизни, было превращено в рассуждение о социальном неравенстве и цене выживания человека; Отмечено, что Сим Сонбо взял у своего старшего коллеги Пон Чжун Хо (режиссёра фильмов Воспоминания об убийстве и Сквозь снег и продюсера этого фильма) его традиционный циничный взгляд на природу человека, но при этом героям, в отличие от работ Пон Джун Хо, недостаёт многогранности и психологической глубины.

## Награды и номинации
| Год  | Награда                                                    | Категория                                              | Получатель             | Результат |
| ---- | ---------------------------------------------------------- | ------------------------------------------------------ | ---------------------- | --------- |
| 2014 | Hawaii International Film Festival                         | Золотая Орхидея — Лучший Сюжетный художественный фильм | Морской туман          | Победа    |
| 2014 | Korean Association of Film Critics Awards                  | Лучшая дебютная мужская роль                           | Пак Ючхон              | Победа    |
| 2014 | Большой колокол                                            | Лучшая женская роль второго плана                      | Хан Йери               | Номинация |
| 2014 | Большой колокол                                            | Лучший режиссёр-дебютант                               | Сим Сонбо              | Номинация |
| 2014 | Большой колокол                                            | Лучший актёр-дебютант                                  | Пак Ючхон              | Победа    |
| 2014 | Большой колокол                                            | Лучшая операторская работа                             | Хон Гёнпхё             | Номинация |
| 2014 | Большой колокол                                            | Лучшее освещение                                       | Ким Чханхо             | Номинация |
| 2014 | Busan Film Critics Awards                                  | Лучший режиссёр-дебютант                               | Сим Сонбо              | Победа    |
| 2014 | Busan Film Critics Awards                                  | Лучший актёр-дебютант                                  | Пак Ючхон              | Победа    |
| 2014 | 4th SACF Beautiful Artists Awards                          | Лучший актёр дебютант                                  | Пак Ючхон              | Победа    |
| 2014 | Голубой дракон                                             | Лучшая женская роль второго плана                      | Хан Йери               | Номинация |
| 2014 | Голубой дракон                                             | Лучший режиссёр-дебютант                               | Сим Сонбо              | Номинация |
| 2014 | Голубой дракон                                             | Лучший актёр-дебютант                                  | Пак Ючхон              | Победа    |
| 2014 | Голубой дракон                                             | Лучший сценарий                                        | Сим Сонбо, Пон Чжун Хо | Номинация |
| 2014 | Голубой дракон                                             | Лучшая операторская работа                             | Хон Гёнпхё             | Номинация |
| 2014 | Голубой дракон                                             | Лучшее освещение                                       | Ким Чханхо             | Номинация |
| 2014 | Голубой дракон                                             | Лучшая работа художника-постановщика                   | Ли Хаджун              | Победа    |
| 2014 | Star Night Showbiz Awards (Korea Film Actor’s Association) | Popular Star Award                                     | Пак Ючхон              | Победа    |
| 2014 | Korean Film Producers Association Awards                   | Лучшая операторская работа                             | Хон Гёнпхё             | Победа    |
| 2015 | KOFRA Film Awards                                          | Лучший актёр-дебютант                                  | Пак Ючхон              | Победа    |
| 2015 | Max Movie Awards                                           | Лучшая мужская роль                                    | Пак Ючхон              | Номинация |
| 2015 | Max Movie Awards                                           | Лучшая женская роль второго плана                      | Хан Йери               | Номинация |
| 2015 | Max Movie Awards                                           | Лучший актёр-дебютант                                  | Пак Ючхон              | Победа    |
| 2015 | Max Movie Awards                                           | Лучший трейлер                                         | Морской туман          | Победа    |
| 2015 | Max Movie Awards                                           | Лучший постер                                          | Морской туман          | Номинация |
| 2015 | Chunsa Film Art Awards                                     | Лучшая женская роль второго плана                      | Хан Йери               | Номинация |
| 2015 | Chunsa Film Art Awards                                     | Техническая награда                                    |                        | Номинация |
| 2015 | Asian Film Awards                                          | Лучшая женская роль второго плана                      | Хан Йери               | Номинация |
| 2015 | Baeksang Arts Awards                                       | Лучшая женская роль второго плана                      | Хан Йери               | Номинация |
| 2015 | Baeksang Arts Awards                                       | Лучший актёр-дебютант                                  | Пак Ючхон              | Победа    |
| 2015 | Baeksang Arts Awards                                       | Лучший сценарий                                        | Сим Сонбо, Пон Чжун Хо | Номинация |
| 2015 | Buil Film Awards                                           | Лучшая женская роль второго плана                      | Хан Йери               | Номинация |
| 2015 | Buil Film Awards                                           | Лучший актёр-дебютант                                  | Пак Ючхон              | Номинация |
| 2015 | Buil Film Awards                                           | Лучшая операторская работа                             | Хон Гёнпхё             | Победа    |
| 2015 | Buil Film Awards                                           | Лучшая работа художника-постановщика                   | Ли Хаджун              | Номинация |